# Puchar Dalekowschodni w narciarstwie alpejskim mężczyzn 2013/2014
Puchar Dalekowschodni w narciarstwie alpejskim mężczyzn w sezonie 2013/2014 jest kolejną edycją tego cyklu. Pierwsze zawody odbędą się 4 grudnia 2013 roku w chińskim Wanlong, a ostatnie rozegrane zostaną 11 marca 2014 roku w japońskim Shiga Kōgen.
W poprzednim sezonie Puchar Dalekowschodni wygrał reprezentant Japonii Tomoya Ishii, triumfując też w klasyfikacji supergigantu. Klasyfikację slalomu wygrał Kentaro Minagawa, a w klasyfikacji gigantu zwyciężył Japończyk Sho Sato. W klasyfikacji superkombinacji zwyciężył Koreańczyk Jung Dong-Hyun.

## Podium zawodów
| Lp  | Data             | Miejscowość  | Konkurencja     | 1. Miejsce       | 2. Miejsce      | 3. Miejsce    |
| --- | ---------------- | ------------ | --------------- | ---------------- | --------------- | ------------- |
| 1.  | 4 grudnia 2013   | Wanlong      | Gigant          | Takashi Fuse     | Dmitrij Uljanow | Masanori Shin |
| 2.  | 5 grudnia 2013   | Wanlong      | Gigant          | Dmitrij Uljanow  | Masanori Shin   | Takashi Fuse  |
| 3.  | 6 grudnia 2013   | Wanlong      | Slalom          | Jung Dong-Hyun   | Park Je-un      | Kohyuu Seino  |
| 4.  | 7 grudnia 2013   | Wanlong      | Slalom          | Kentaro Minagawa | Jung Dong-Hyun  | Kohyuu Seino  |
| 5.  | 13 stycznia 2014 | Yongpyong    | Superkombinacja |                  |                 |               |
| 6.  | 14 stycznia 2014 | Yongpyong    | Superkombinacja |                  |                 |               |
| 7.  | 15 stycznia 2014 | Yongpyong    | Gigant          |                  |                 |               |
| 8.  | 16 stycznia 2014 | Yongpyong    | Slalom          |                  |                 |               |
| 9.  | 17 stycznia 2014 | Yongpyong    | Slalom          |                  |                 |               |
| 10. | 20 stycznia 2014 | Yongpyong    | Slalom          |                  |                 |               |
| 11. | 21 stycznia 2014 | Yongpyong    | Gigant          |                  |                 |               |
| 12. | 22 stycznia 2014 | Yongpyong    | Gigant          |                  |                 |               |
| 13. | 2 marca 2014     | Shizukuishi  | Superkombinacja |                  |                 |               |
| 14. | 5 marca 2014     | Nozawa Onsen | Gigant          |                  |                 |               |
| 15. | 6 marca 2014     | Nozawa Onsen | Gigant          |                  |                 |               |
| 16. | 7 marca 2014     | Nozawa Onsen | Slalom          |                  |                 |               |
| 17. | 9 marca 2014     | Shiga Kōgen  | Gigant          |                  |                 |               |
| 18. | 10 marca 2014    | Shiga Kōgen  | Slalom          |                  |                 |               |
| 19. | 11 marca 2014    | Shiga Kōgen  | Slalom          |                  |                 |               |

## Klasyfikacja generalna (po 0 z 19 konkurencji)
| Lp. | Zawodniczka | Punkty |
| --- | ----------- | ------ |
| 1.  |             |        |
| 2.  |             |        |
| 3.  |             |        |
| 4.  |             |        |
| 5.  |             |        |
| 6.  |             |        |
| 7.  |             |        |
| 8.  |             |        |
| 9.  |             |        |
| 10. |             |        |

| Miejsce | Zawodniczka | Punkty |
| ------- | ----------- | ------ |
| 1.      |             |        |
| 2.      |             |        |
| 3.      |             |        |
| 4.      |             |        |
| 5.      |             |        |
| 6.      |             |        |
| 7.      |             |        |
| 8.      |             |        |
| 9.      |             |        |
| 10.     |             |        |

| Miejsce | Zawodniczka | Punkty |
| ------- | ----------- | ------ |
| 1.      |             |        |
| 2.      |             |        |
| 3.      |             |        |
| 4.      |             |        |
| 5.      |             |        |
| 6.      |             |        |
| 7.      |             |        |
| 8.      |             |        |
| 9.      |             |        |
| 10.     |             |        |

| Miejsce | Zawodniczka | Punkty |
| ------- | ----------- | ------ |
| 1.      |             |        |
| 2.      |             |        |
| 3.      |             |        |
| 4.      |             |        |
| 5.      |             |        |
| 6.      |             |        |
| 7.      |             |        |
| 8.      |             |        |
| 9.      |             |        |
| 10.     |             |        |